# Société française d'exportation de matériels, systèmes et services relevant du ministère de l'Intérieur
La société française d’exportation de matériels, systèmes et services relevant du ministère de l’Intérieur ou SOFREMI, créée en 1986  par Pierre Joxe était une société française de droit privée dépendant du ministère de l'Intérieur, l’État détenant 35 % du capital, les autres actionnaires principaux étant les groupes Thomson, Alcatel et Aérospatiale.  
Créée pour favoriser l'action internationale du ministère français de l'Intérieur et sur le même modèle que les autres "offices", elle s'est spécialisée dans les ventes de réseaux de télécommunications et de matériels de sécurité pour les forces de police et de sécurité civile à l'étranger.  
La société est victime de détournements de fonds entre 1993 et 1995 (voir Affaire de la Sofremi), En outre la SOFREMI, est impliquée dans le montage financier du contrat d'armement de 1994 avec le Pakistan, qui donna lieu à des rétrocommissions et à l'attentat de Karachi en mai 2002 contre des employés de la Direction des Constructions Navales (DCN)  (voir affaire Karachi). 
À partir de 1995, Jean-Louis Debré va restreindre les activités de la société dont le chiffre d’affaires passe de 569 millions de francs annuels, à son arrivée, à 50 millions de francs annuels à son départ.  
À partir de 1997, sous Jean-Pierre Chevènement la SOFREMI se reconvertit dans le marché de la sécurité intérieure dont elle devient un leader mondial, notamment à la suite d'un contrat d’équipement avec la police fédérale brésilienne. 
L'État cède ses parts en 2001.  
En 2007, Pierre Pasqua, 59 ans, fils de l'ex-ministre de l'Intérieur Charles Pasqua, est reconnu coupable par le tribunal correctionnel de Paris de recel d'abus de biens sociaux au préjudice de la Sofremi,,,.  
Après la liquidation judiciaire, l'activité est reprise par la Sofema. 